# IC 5043
IC 5043 ist eine Spiralgalaxie vom Hubble-Typ Sc im Sternbild Indianer am Südsternhimmel. Sie ist schätzungsweise 617 Millionen Lichtjahre von der Milchstraße entfernt und hat einen Durchmesser von etwa 110.000 Lichtjahre.

Im selben Himmelsareal befinden sich u. a. die Galaxien IC 5033, IC 5034, IC 5035, IC 5036.
Das Objekt wurde am 17. Mai 1904 von Royal Harwood Frost entdeckt.